# Alexeï de Giers
Pour les articles homonymes, voir Giers.
Alexeï Fiodorovitch de Giers, en France Alexis de Giers (Aлексе́й Фёдорович Гирс), né le 17 mars 1871 et mort le 11 février 1958 à Sainte-Geneviève-des-Bois près de Paris, est un homme d'État de l'Empire russe  qui est capitaine d'état-major du régiment Préobrajensky, kamerherr du palais de Sa Majesté Impériale, conseiller d'État effectif, maréchal de la noblesse du gouvernement de Kovno, puis de Minsk, gouverneur de Kiev (1908-1911), de Minsk (1912-1915) et de Nijni Novgorod (1915-1918).

## Biographie
Alexeï de Giers appartient à une famille ancienne de la noblesse suédoise assimilée à l'Empire russe et convertie à l'orthodoxie, dont son oncle Nicolas de Giers fut un représentant éminent.
Il termine en 1891 le corps des Pages, et entre au prestigieux régiment Préobrajensky, où il sert pendant dix ans, puis quitte le service armé.
Il commence son service civil comme maréchal de la noblesse d'ouyezd au gouvernement de Kovno, puis au gouvernement de Minsk.  

### Kiev
De 1906 à 1908, il est vice-gouverneur du gouvernement d'Estland. Le 18 mai 1909, il est nommé gouverneur de Kiev. C'est sous son gouvernorat qu'a lieu l'assassinat de Stolypine par un révolutionnaire le 14 septembre 1911 à l'opéra de Kiev, et, bien que l'enquête ait montré que Giers ne pouvait pas empêcher l'assassinat du Premier ministre, cela a constitué une tache sur sa réputation. Pour en quelque sorte le faire taire, Alexis de Giers est transféré comme gouverneur à Minsk.

### Minsk

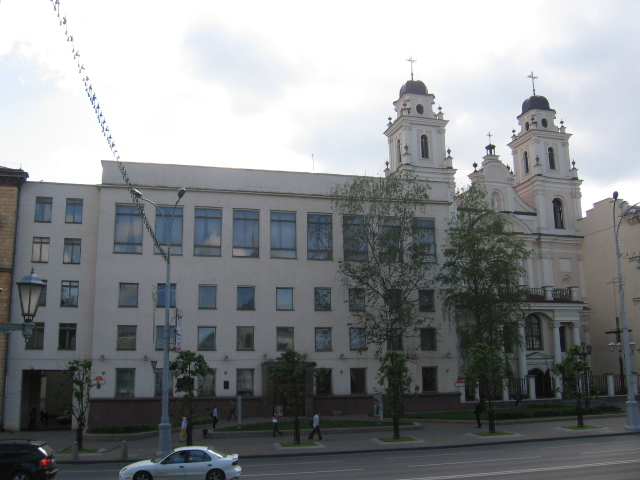
Ancienne résidence rénovée du gouverneur de Minsk. À droite, la cathédrale Sainte-Marie.

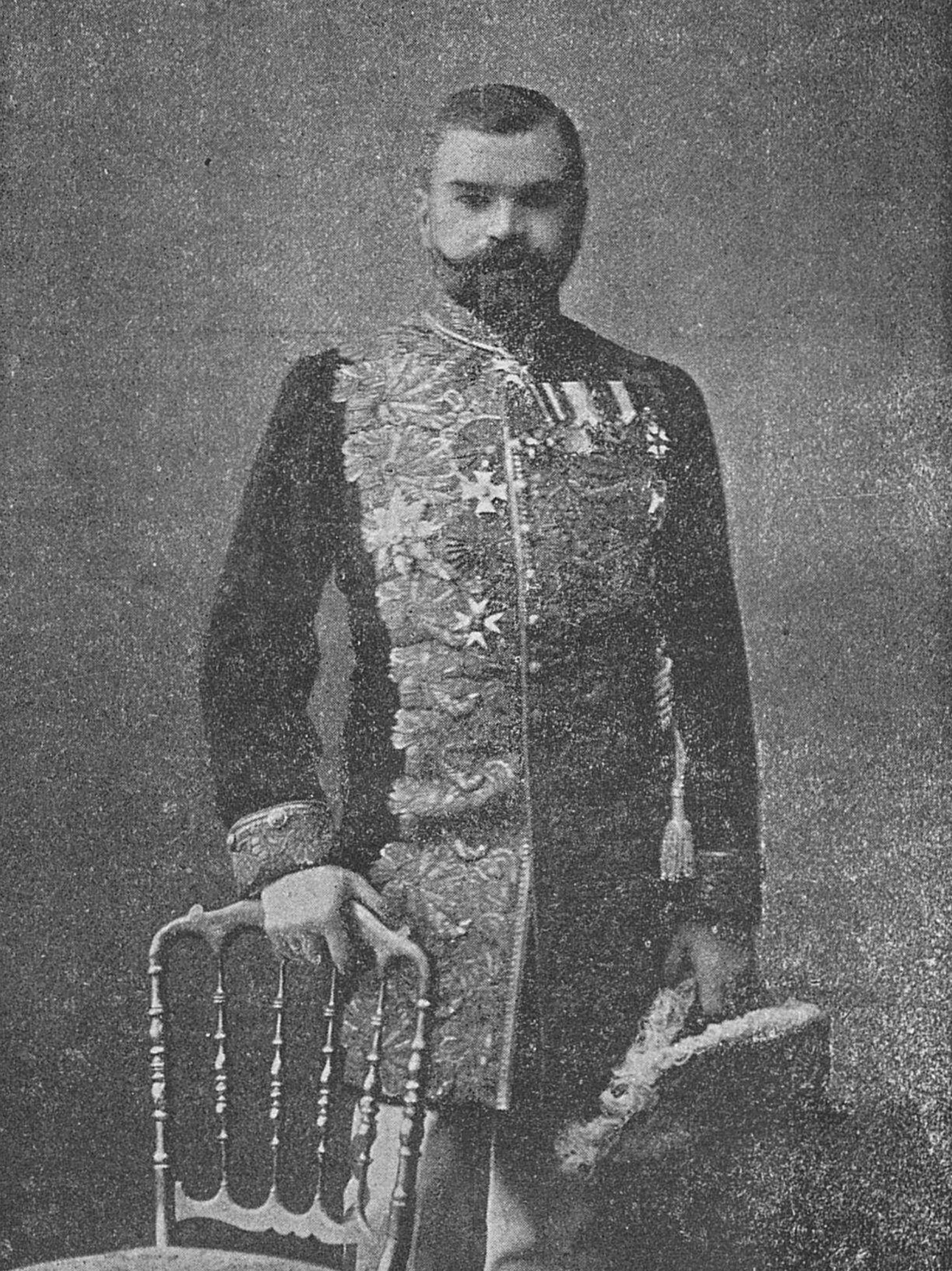
Alexis de Giers en uniforme de gouverneur de Minsk en 1913.

Il est gouverneur du 26 novembre 1912 au 30 avril 1915 dans une période extrêmement difficile avec la Première Guerre mondiale et les prémices de la révolution. Par le nombre d'hôpitaux déployés dans sa province il est le recordman de l'Empire russe. Il donne avec sa femme sa maison du n° 7 de la place de la Liberté comme hôpital militaire pour la  Croix-Rouge de Minsk. Le premier étage de la maison du gouverneur est transformé en hôpital de cinquante lits avec salle d'opérations, le rez-de-chaussée est laissé aux médecins et le deuxième étage aux infirmières. Le 22 septembre 1914, Nicolas II se rend à Minsk pour soutenir l'esprit patriotique de ses habitants, qui étaient sous la loi martiale, visite  personnellement l'hôpital situé dans la maison du gouverneur et a décerné la Croix de Saint-Georges avec l'inscription «Pour le courage» sur le ruban, d'abord aux soldats, avec qui il avait parlé en détail auparavant, puis aux officiers. Giers, avec d'autres hauts fonctionnaires de la ville, s'était porté à la rencontre officielle de Nicolas II à la gare puis le cortège officiel a traversé la ville.

### Nijni Novgorod
Après Minsk, il est nommé en 1915 gouverneur de Nijni Novgorod alors que les difficultés croissent dans tout le pays. Nijni Novgorod est pleine de réfugiés venant de l'ouest de l'Empire nécessitant une aide immédiate. Il incite les marchands de la ville à des actions de secours, n'épargnant même pas ses biens personnels  pour aider les plus nécessiteux. Le nouveau gouverneur fait donc face à la situation. Il inaugure une nouvelle université, il s'occupe de la sélection du personnel enseignant. Les entreprises, les institutions et les usines de défense sont évacuées de toute urgence vers la ville, ce qui garantit un approvisionnement et des travaux ininterrompus. Les choses sont compliquées par des grèves incessantes dues à des troubles révolutionnaires imminents. Mais Giers parvient à résoudre pacifiquement tous les conflits entre les travailleurs et l'administration des usines, malgré ses pouvoirs d'utiliser la force en temps de guerre. Le 2 mars 1917, le conseil local ordonne l'arrestation du gouverneur. Un jour plus tard, il est transporté à Moscou. Le 7 mars, le ministère de l'Intérieur du gouvernement provisoire ordonne la libération du prisonnier. Après avoir quitté la prison, Girrs retourne à Nijni Novgorod.  

### Exil
Avec la révolution d'Octobre, la situation empire et Alexis de Giers fuit en exil en Estonie devenue indépendante et, en 1924, il s'installe à Paris avec sa mère Anna Petrovna, son épouse Lioubov Alexandrovna, sa sœur Maria Fiodorovna et ses enfants. 
Plus tard, Alexis de Giers fait partie de nombreuses associations d'émigrés russes. Il est membre d'honneur et président à vie de l'Union des anciens officiers de la garde du régiment Préobrajensky; président de la commission de révision de l'Union de la noblesse russe (années 1930); membre du comité de la Société du crédit mutuel (trésor étranger) (1927-1934) ; membre de l'Union des défenseurs de la mémoire de Nicolas II et de la Société de la préservation des monuments de la culture russe. Giers aide aussi plusieurs organisations de jeunesse d'émigrés russes, et dirige le comité d'honneur de l'organisation nationale des Vitiaz (équivalente aux scouts).
En 1943, en pleine occupation, il est élu au conseil de fabrique de la paroisse russe Saint-Alexandre-Nevsky de Paris.
Alexis de Giers est l'auteur de Mémoires publiés à l'origine dans le journal Tchassovoï (La Sentinelle) destiné aux émigrés russes. 
En 1952, il est décorateur pour les ballets de Janine Charrat. Il co-organise à Paris les festivités du 250e anniversaire de la fondation de Saint-Pétersbourg. Il écrit ses Mémoires, ses archives sont conservées à la Columbia University aux États-Unis. Il passe ses dernières années à la maison de retraite russe de Sainte-Geneviève-des-Bois. Il meurt le 11 février 1958 et il est enterré au cimetière russe de Sainte-Geneviève-des-Bois.

## Source de la traduction
- (ru) Cet article est partiellement ou en totalité issu de l’article de Wikipédia en russe intitulé « Гирс, Алексей Фёдорович » (voir la liste des auteurs).